# Rockharz
Das Rockharz ist ein seit 1993/94 jährlich im Harz stattfindendes Rock- und Metal-Festival. Mit zuletzt 24.000 Besuchern (Stand: 2024) zählt es mit zu den größten Metal Festivals Deutschlands. Als Festivalgelände dient seit 2009 der Flugplatz Ballenstedt.
Ein besonderes Merkmal des Rockharz ist der ausschließliche Betrieb auf zwei gleichwertigen Bühnen, welche in Form einer Doppelbühne im Wechsel bespielt werden, sodass es den Besuchern möglich ist, jeden Bandauftritt ohne Zeitüberschneidungen zu sehen.

## Geschichte

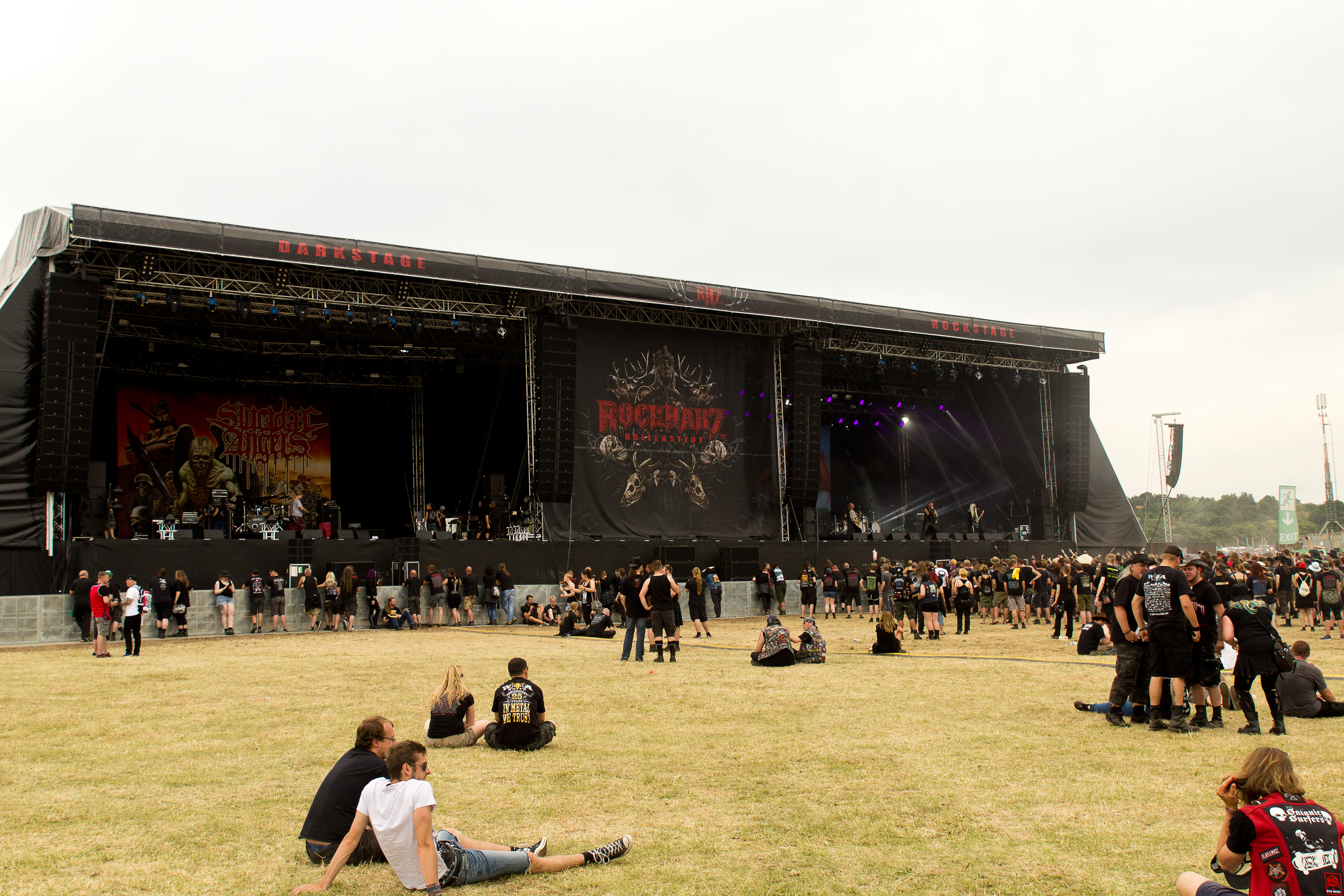
Die Zwillingsbühnen beim Rockharz 2016

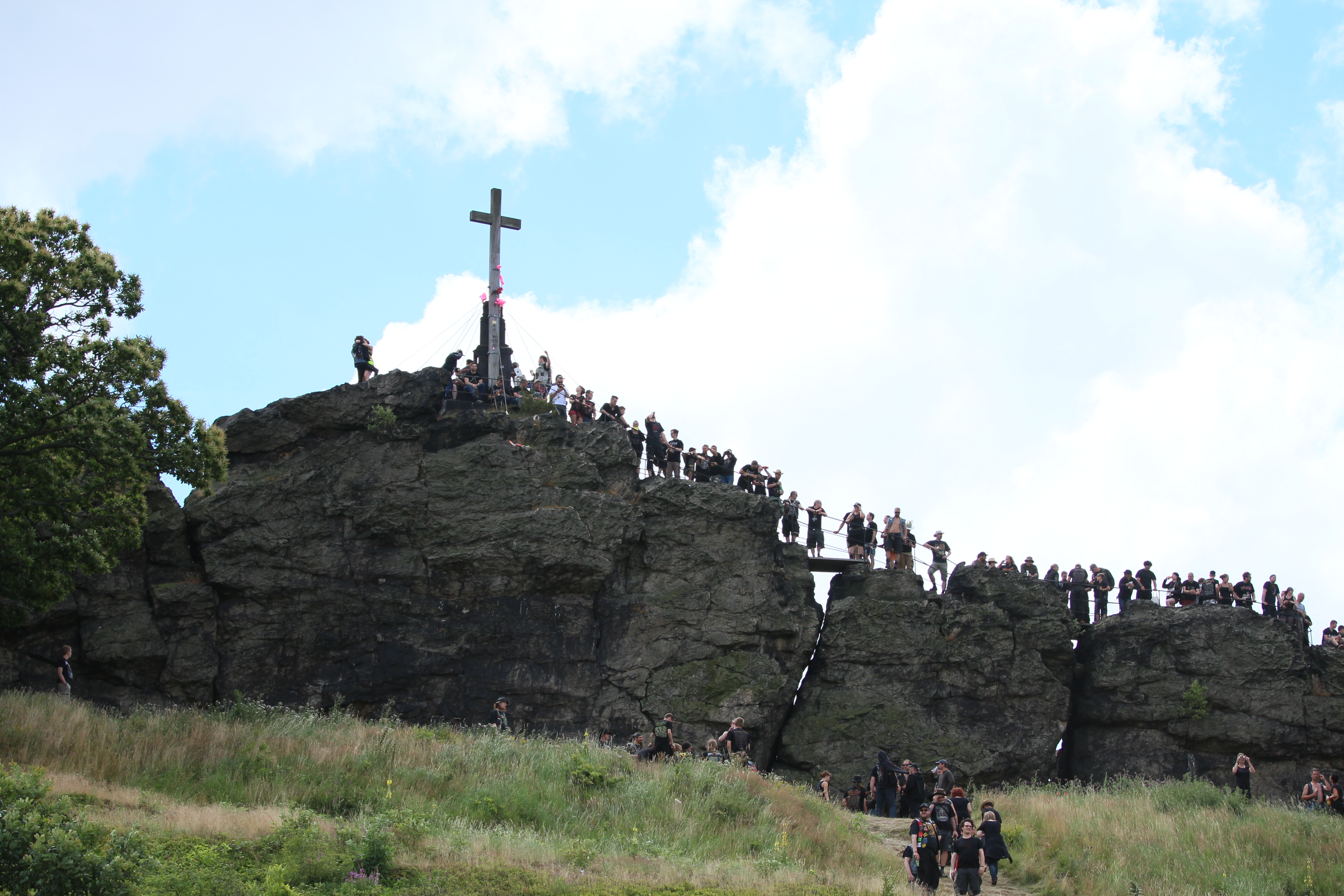
Besucher des Festivals 2014 besteigen den Großen Gegenstein, das östliche Ende der Teufelsmauer bei Ballenstedt

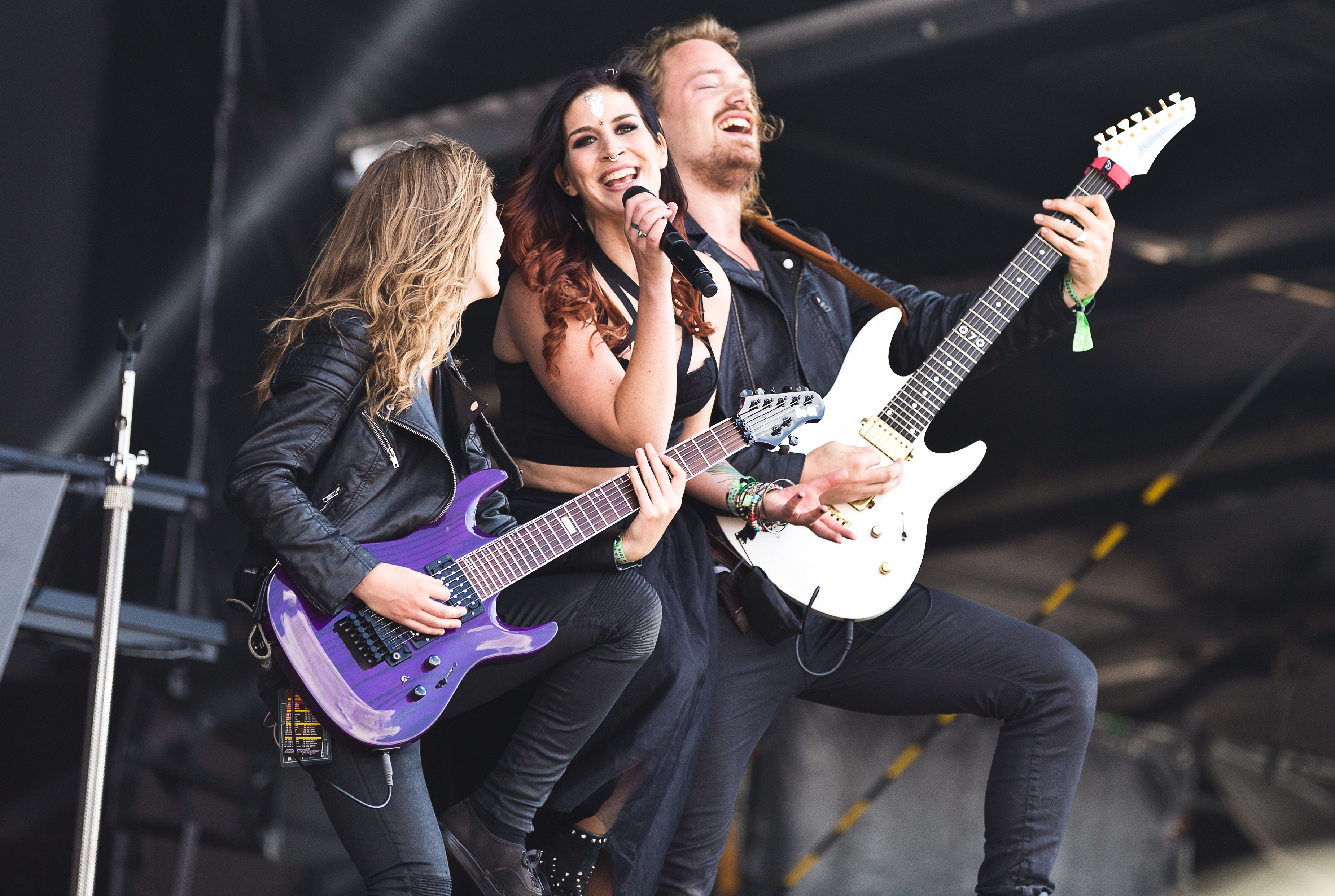
Merel Bechtold, Charlotte Wessels und Timo Somers von Delain beim Rockharz 2015

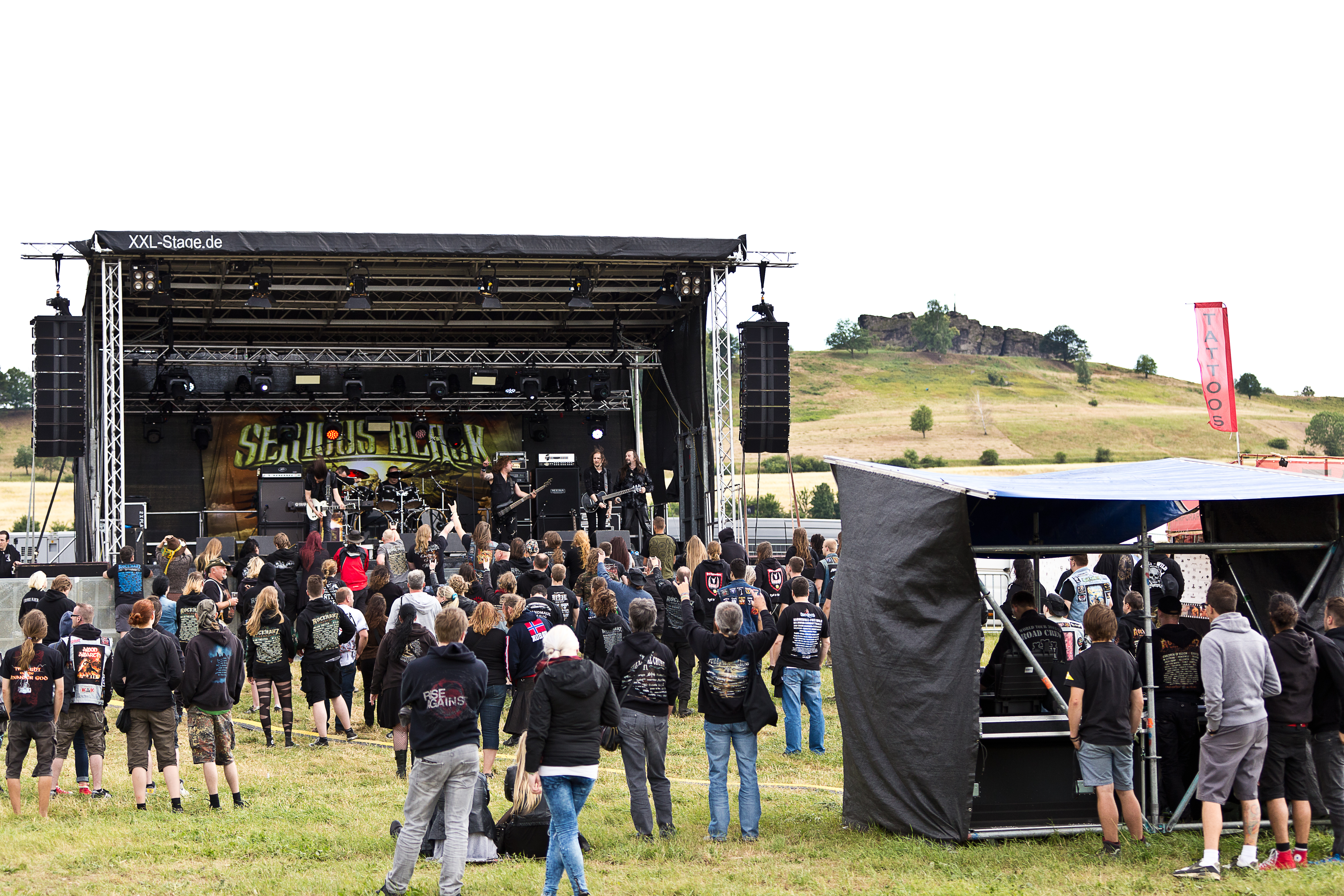
Serious Black spielten 2015 auf der Devil's Wall Stage. Im Hintergrund die Teufelsmauer.

| Ballenstedt |

| Osterode am Harz |

### Anfänge in den 90ern
Im Jahr 1993 veranstaltete die Initiative „Rock gegen Rechts“ ein gleichnamiges Event in der Stadthalle Osterode, welches von 1400 Zuschauern besucht wurde. Aus dieser Initiative gründete sich im Anschluss der Verein Rock und Kultur am Harz e. V., welcher bis 2005 das Festival hauptverantwortlich ausrichtete. 1994 wurde das Event auf das Freizeitgelände in Osterode-Lasfelde verlegt und somit zu einer Open-Air-Veranstaltung mit rund 1000 Besuchern. Gleichzeitig erfolgte die Namensgebung in „Rockharz Openair“. Bei dieser Veranstaltung und im Jahr darauf diente noch ein LKW-Anhänger als Bühne für die überwiegend regionalen Bands.
Ab 1996 wurde, einhergehend mit dem Umzug auf den Sportplatz in Osterode-Dorste, eine feststehende Bühne errichtet. Erstmals wurde ein Eintrittsgeld erhoben und Camping am Festivalgelände ermöglicht. Es spielten Bands wie Guano Apes, The Atmosfear, Hungerstrike, Wasteland, Catty Caress und Tallian Gray. Im darauf folgenden Jahr spielten 17 Bands, darunter Speak’n’Fish, MCDoors, Silent Hectic, Wild Thing und RAW vor rund 2500 Besuchern. Im Jahr 1999 war die deutsche Alternative-Rock-Band Donots Headliner des Festivals.
Da das Festival 1999 einen massiven Besuchereinbruch verzeichnete, kooperierten die Veranstalter im Jahr 2000 mit dem Europäischen Jugendcamp und richteten eine gemeinsame Veranstaltung im Schwimmbadpark Osterode aus. Am Freitag gab es daher eine Techno-Disco unter freiem Himmel und es traten verschiedene DJs und Breakdance-Gruppen auf. Der Samstag des Camps gehörte dann der Rockmusik mit Bands wie Eaten by Sheiks, Pussy Box und Perfect. Das Konzept, an zwei verschiedenen Tagen unterschiedliches Zielpublikum anzusprechen, wurde auch im Folgejahr angewandt. Beim „Metal Day“ am Freitag traten Bands wie Flowing Tears, Die Apokalyptischen Reiter oder Skyclad auf, während am Samstag, dem „Tribute Day“, die Metal- und Rock-Coverbands Kissed, Fear Of The Dawn, Zoo TV und Silver Beatles, Songs von Kiss, Iron Maiden, U2 und den Beatles spielten.

### Wachstum bis Ende der 2000er
Ab 2002 wurde erstmals eine zweite Bühne aufgebaut. Es spielten insgesamt 18 Bands der Genres Metal, Neue Deutsche Härte und Dark Rock. Der Freitag stand nach wie vor unter dem Motto eines „Metal Day“ mit mehreren regionalen Metal-Bands, sowie den Headlinern Blaze Bayley, Overkill und Tankard, während am Samstag mit Bands wie Schandmaul, Mila Mar, Merlons Lichter und Letzte Instanz Vertreter unterschiedlicher Genres auf der Bühne standen.
In den Folgejahren hat der Rock und Kultur im Harz e. V. gemäß seiner Vereinsziele im Rahmen des Festivals etliche regionale Bands unterstützt und gefördert, indem diese auf dem Festival zusammen mit internationalen Bands auftraten und dadurch ein größeres Publikum erreichen konnten. So wurden zum Beispiel mit The Atmosfear, Fear of the Dawn, Meatgrinder, Gondwania, Worst, RAW, sowie Dark at Dawn um Frontmann Thorsten „Buddy“ Kohlrausch, der selbst seit 1998 an der Organisation des Rockharz beteiligt ist, oft Metal-Bands direkt aus Osterode gebucht. Ebenso aus dem weiteren südniedersächsischen Umkreis, wie Elements of Change aus Clausthal-Zellerfeld, Don't aus Seesen, Moskote aus Goslar, Skylax aus Einbeck oder Fading Starlight aus Holzminden.
Durch national erfolgreiche Bands wie Subway to Sally, Die Apokalyptischen Reiter, Majesty, Circle II Circle, Disbelief und Edge of Thorns wurde in den Folgejahren immer mehr überregionales Publikum angezogen. 2005 spielten 25 Bands, darunter Grave Digger, Doro, Rage, Holy Moses und Onkel Tom. 2006 wurde die zweite Bühne, bis dahin eine Zeltbühne, ebenfalls in eine Open-Air-Bühne umgewandelt. In diesem Jahr war das Rockharz stark von Regen, Sturm und einem Kälteeinbruch mit Temperaturen bis zu 3 °C betroffen. Der Konzertbetrieb musste sogar kurzzeitig unterbrochen werden. Einen gewissen Kultstatus unter den Festivalbesuchern erlangte der Alleinunterhalter Mambo Kurt, der zwischen 2005 und 2008 jährlich auf dem Festival auftrat und dabei oft als eine Art Opener bekannte Metal-Songs auf seiner Heimorgel interpretierte.
Nach 2005 entschied sich der Verein Rock und Kultur am Harz e. V. das Festival an die VERUGA GmbH zu übertragen. Die Firma war von Thorsten Kohlrausch für die Festivalorganisation gegründet worden und wurde somit anstelle des Vereins zum Veranstalter. Der Verein blieb bis 2009 am Rockharz beteiligt, zum Beispiel mit der Betreuung von Infoständen, der zweiten Bühne und der Organisation von ausgewählten Nachwuchs- und Newcomer-Bands im Programm.
2007 zog das Festival vom Sportplatz in Dorste in den Osteroder Ortsteil Förste. Mit Bands wie In Extremo, Kreator, Oomph!, ASP und Clawfinger erhöhte sich die Zuschauerzahl auf 4.500. Dark at Dawn, die Band von Veranstalter Thorsten Kohlrausch, gaben 2007 auf dem Rockharz ihr Abschiedskonzert. Im gleichen Jahr war das Rockharz erneut von Unwettern betroffen, Zelte wurden zerstört und Schlamm behinderte die Zuschauer. Im Jahr 2008 wurde das Festival erstmals auf drei Tage mit insgesamt 40 Bands ausgeweitet.

### Veranstaltungsort Ballenstedt seit 2009
Da in Osterode nur wenig geeigneten Flächen für die stetig steigenden Besucherzahlen vorhanden waren und sich auch die Strecke zwischen dem Festivalgelände in Osterode-Förste und dem Campinggelände in Osterode-Dorste, die voneinander 4,5 km entfernt lagen und durch einen Shuttlebus-Service miteinander verbunden waren, als hinderlich erwies, wurde ein neuer Veranstaltungsort gesucht.
Eine neue Location wurde 2009 mit dem Verkehrslandeplatz Ballenstedt-Harz gefunden, der sowohl über geeignetes Terrain für umfangreiche Bühnenbauten als auch über genügend Platz für Campingflächen verfügt. Der Auftakt an der neuen Veranstaltungsstätte fand unter schlechten Wetterbedingungen statt. Es regnete an zwei von drei Veranstaltungstagen. Im Folgejahr herrschte hingegen mit fast 40 °C große Hitze während des Festivals. 2011 konnte das Rockharz Headliner wie Hypocrisy, Hammerfall und In Extremo aufbieten.
Im Jahr 2014 war das Festival erstmals,- und ist seitdem jährlich ausverkauft.
Beim Festival 2015 kam es bei der Anreise durch mehrere Straßenbaustellen und Einlass-Restriktionen zu einem Rückstau von bis zu 13 km auf den Zufahrtsstraßen. Der Veranstalter stellte daraufhin Maßnahmen vor, um dies in Zukunft zu vermeiden. Dazu gehört die Möglichkeit, einen Tag früher anzureisen, die Schaffung einer zweiten Zufahrtsstraße, Reservierungen von Stellflächen und beschleunigte Kontrollen durch die Security. Durch das gleichzeitig anhaltende Wachstum des Festivals kam es aber auch in den Folgejahren immer wieder zu Verkehrsbeeinträchtigungen am Anreisetag.
Aufgrund der Covid-19-Pandemie musste das RockHarz im Jahr 2020 zum ersten Mal seit seinem Bestehen abgesagt werden. Ticketinhaber konnten ihr Ticket auf das geplante RockHarz 2021 umschreiben, allerdings machte der Verlauf der Pandemie ein Stattfinden auch 2021 unmöglich.
Im Jahr 2022 fand das Festival wieder in gewohnten Rahmen statt und war mit 22.000 verkauften Tickets erneut ausverkauft.

#### Devil' Wall Trophy
Von 2012 bis 2015 fand im Vorfeld des Rockharz ein Bandwettbewerb in Osterode statt. Diesen Devil's Wall Trophy genannten Wettbewerb gewann im Jahr 2012 die Metalcore-Band Five Feet High And Rising, 2013 Furious Anger. In den Folgejahren entschieden die Bands Harmann und Asenblut das Rennen für sich. Die Gewinner-Bands erspielten sich so einen Slot für einen Auftritt an einem Nachmittag des Rockharz.

#### Luftbild Poster
Seit 2009 erhalten Besucher die zur Abreise ihren gesammelten Müll abgeben, ein aktuelles Luftbildposter des Rockharz-Festivals. Dafür wird während des Festivalbetriebes jedes Jahr ein aktuelles Luftbild erstellt. Die Idee steht in unmittelbarem Zusammenhang mit dem Bestreben das Müllaufkommen auf den Campingflächen zu reduzieren.

#### Frühbucherpakete
Um potentielle Besucher möglichst früh zum Ticketkauf zu animieren, werden bereits seit Anfang der 2000er Jahre verschiedene limitierte Frühbucherpakete angeboten, die als Extras zum Beispiel Poster, Aufnäher, Flaggen, Kalender und auch T-Shirts mit Rockharz-Motiven enthalten. Zwischen 2006 und 2010 enthielt das Paket auch eine DVD mit Zusammenschnitten von Impressionen und Bandauftritten aus dem Vorjahr.

## Bühnen
- 1994 und 1995 diente die Ladefläche eines LKWs als Bühne, ab 1996 gab es eine freistehende Bühnenkonstruktion.
- Ab 2002 wurde eine zweite Bühne errichtet, welche bis 2005 in einem Zelt betrieben wurde.
- Seit 2006 ist die zweite Bühne auch eine Open-Air-Bühne.
- Seit 2010 sind beide Bühnen in Größe und technischer Ausstattung gleichwertig. Die Konstruktion ist als sogenannte Zwillingsbühne gebaut und die Bühnen werden als Rock Stage und Dark Stage bezeichnet.
- 2013 bis 2015 traten im Rahmen eines „Warm-Up Day“ am Mittwoch, vor dem eigentlichen Festivalbeginn, bis zu sechs Bands auf einer eigenen Bühne, der Devil's Wall Stage auf. Vom Infield wurden an diesem Tag nur die Bereiche vor dieser Bühne geöffnet. Die Devil's Wall Stage wurde nach diesem Tag demontiert. Zwischen 2014 und 2019 wurden die Auftritte am Warm-Up Day als AFM-Label-Night benannt, da die Veranstalter dafür mit AFM Records kooperierten und die auftretenden Bands alle bei diesem Label unter Vertrag standen.[33]
- 2016–2019 fand die AFM-Label-Night am Mittwoch direkt auf einer der beiden Hauptbühnen, der Rock Stage, statt. Auf eine dritte Bühne, die lediglich einen Tag benutzt wird, wurde fortan verzichtet.
- Seit 2022 werden beide Bühnen im Rahmen des regulären Festivalprogramms an allen 4 Tagen gleichermaßen bespielt.

## Organisation
Das Rockharz wurde von seiner Gründung 1993 bis zum Jahr 2005 vom Verein Rock und Kultur am Harz e. V. auf ehrenamtlicher Basis organisiert. Da das Festival zu groß für ein rein ehrenamtliches Engagement auch hinsichtlich der Absicherung unternehmerischer Risiken wurde, veranstaltet seit 2006 die zu diesem Zweck gegründete VERUGA GmbH (Veranstaltungs- & Gastronomie GmbH) das Rockharz. Geschäftsführer Thorsten Kohlrausch war bereits im Verein seit 1998 in die Organisation des Festivals eingebunden.
Ganzjährig mit der Organisation des Festivals sind etwa zehn Mitarbeiter beschäftigt. Unmittelbar vor und während des Festivals erhöht sich die Mitarbeiterzahl auf bis zu 600. (Stand: 2023)
Für die Aufstellung von Bauzäunen zur Abgrenzung des Festivalgeländes sowie der Eingrenzung und Markierung einzelner Bereiche, wie zum Beispiel die reservierten Flächen, kommt ein Roboter zum Einsatz, der mittels GPS die Position von Bauzaunfüßen und Trennelementen zentimetergenau markiert.
Insgesamt stehen um das Festivalgelände rund 70 Hektar Flächen zur Verfügung. wovon zuletzt ca. 60 Hektar genutzt wurden.
Im Jahr 2023 standen 110 Einsatzkräfte sowie zehn Helfer der Deutschen Lebens-Rettungs-Gesellschaft bereit, um das Festival abzusichern. Dazu wurden jeweils zwei Rettungs- und Krankentransportwagen eingesetzt. Weitere Fahrzeuge wurden im benachbarten Ort Badeborn abrufbereit vorgehalten. Die Unfallhilfsstelle direkt auf dem Festivalgelände wurde rund um die Uhr von mindestens 20 Sanitätern sowie zusätzlichen Notärzten bemannt. Auch auf dem Campinggelände wurde eine Sanitätsstation mit vier Helfern eingerichtet. Die Unfallhilfsstelle war mit Beatmungsgeräten und Defibrillator ausgestattet, ein Infektionsschutzbereich wurde ebenfalls aufgebaut.

### Projekte zur Nachhaltigkeit
Im Laufe der Jahre wurden und werden auf dem Rockharz verschiedenste Ideen und Projekte umgesetzt und etabliert, welche direkt oder indirekt nachhaltige Ansätze verfolgen und oft mit sozialem Engagement verbunden sind.

#### Glück in Dosen
Glück in Dosen ist eine seit 2013 bestehende Aktion auf dem Festivalgelände, bei welcher das liegengeblieben Pfandleergut durch ehrenamtliche Helfer getrennt gesammelt, sortiert und bei Recyclingpartnern eingelöst wird. Die Erlöse kommen zu 100 % sozialen Projekten in der Region zugute.
- Siehe auch: Glück in Dosen

#### Recycling Fabrik
Seit 2023 werden Einwegbecher während des Festivals getrennt vom Müll gesammelt und zu 3D-Druck Filament weiterverarbeitet. An einem Stand auf dem Festivalgelände können Besucher Einwegbecher abgeben und erhalten im Tausch dazu verschiedene Rockharz Souvenirs und Accessoires, die aus diesem Filament direkt vor Ort produziert werden. Das Filament besteht zu 100 % aus recyceltem Material.

#### Rock 'n' Recycle
Hierbei handelt es sich um ein Schülerprojekt des Wolterstorff Gymnasiums Ballenstedt. Seit 2022 werden zuvor häufig auf dem Gelände zurückgelassene Gegenstände wie z. B. Campingstühle, haltbare Lebensmittel, Schlafsäcke, Pavillon, Isomatten und anderes gesammelt, um das zu entsorgende Gesamtmüllaufkommen zu reduzieren. Anschließend wird der Zustand geprüft, defekte Dinge werden repariert und dann verschiedenen Spendenzielen entsprechend zugeteilt. 2023 gehörten unter anderem Volkssolidarität Aschersleben, das Tierheim Quedlinburg und die Bahnhofsmission Halberstadt zu den Spendenempfängern.

#### Müllabgabe
Seit 2009 werden die Festivalbesucher dazu aufgerufen den während ihres Aufenthalts in ihrem Camp anfallenden Müll zu sammeln und am Tag der Abreise abzugeben. Hierfür werden an jeden Besucher und jedes Fahrzeug bei Anreise Müllsäcke ausgegeben. Im Gegenzug für den abgegebenen Müll erhalten die Besucher kostenlos ein Luftbild Poster mit einer Aufnahme des aktuellen Festivals.

#### Tankbier
2024 hat das Rockharz den Großteil der Gastronomie auf dem Festivalgelände auf Tankbier umgestellt, welches im Vergleich zum in den Vorjahren ausgeschenkten Fassbier für einen signifikant kleineren CO2-Fußabdruck sorgen soll. Durch die Umstellung werden aufgrund der Füllmenge u. a. die gefahrenen LKW-Kilometer reduziert, kein zusätzliches CO2 auf dem Festivalgelände als Druckmittel in Zapfanlagen verbraucht und keine zusätzlichen Kühlcontainer benötigt.

## Soziales Engagement

### Inklusion – Kultur für Alle
Das Rockharz stellt für Menschen mit Beeinträchtigungen Flächen für barrierefreies Camping bereit. Unter dem Projektnamen Kultur für Alle wurden in Kooperation mit der Lebenshilfe Braunschweig die Bemühungen, die Festivalteilnahme so vielen Menschen wie möglich zu ermöglichen, in den letzten Jahren ausgeweitet. Das Team der Lebenshilfe Braunschweig bietet z. B. 24 Stunden am Tag Pflegedienstleistungen bis hin zur Intensivpflege im Inklusionscamp des Festivalgeländes an. Zum 35 Personen umfassenden Team gehörten 2024 neben einer Pflegedienstleitung, einer Heilerziehungspflegerin und einer Krankenschwester für Intensivmedizin vier Heilerziehungspfleger, 13 Azubis der Generalistik aus dem Ausbildungsverbund BPZ, drei ausgebildete Pflegekräfte und zwei Verwaltungsfachkräfte an der Rezeption sowie zehn ehrenamtliche Helfer.
Das Inklusionscamp beherbergte 2025 ca. 350 Personen mit Beeinträchtigungen und deren Begleitpersonen. Folgende weitere Schwerpunkte wurden und werden darüber hinaus auf dem Festivalgelände umgesetzt:
- Alle Menschen mit Beeinträchtigungen haben Zugang zum VIP-Bereich, in welchem ebenfalls barrierefreie Toiletten sowie eine für Rollstuhlfahrer erreichbare Tribüne zur Verfügung stehen.
- Der Zugang zum Inklusionscamp verfügt über eine eigene Rezeption, die rund um die Uhr besetzt ist z. B. für die Ausgabe der Festivalbändchen, sowie Fragen, Anliegen und Hilfestellungen aller Art.
- Ausrangierte Förderbänder aus dem Bergbau dienen als Rollstuhlwege und Orientierung für Sehbehinderte im Bereich des Camps.
- Ein mobiles Sanitätshaus mit Reparaturservice für medizinische Hilfsmittel, wie z. B. Rollstühle und anderes Equipment, ist ebenfalls im Inklusionscamp zu finden.
- Für die Pflege von Schwerstbehinderten steht seit 2024 ein mobiler Pflegecontainer mit Deckenlifter und höhenverstellbaren Duschliegen zur Verfügung.
- Auf dem Infield befindet sich eine überdachte Inklusionstribüne mit barrierefreiem Zugang, sowie weitere Sitzmöglichkeiten für Menschen mit Beeinträchtigungen in unmittelbarer Nähe.
- An verschiedenen Knotenpunkten des Geländes sind spezielle, für Rollstuhlfahrer geeignete und beleuchtete, Kabelbrücken als Überfahrmöglichkeiten installiert.
- Für Menschen mit Sehbehinderung werden an Schwerpunkten potentielle Stolperfallen, sowie spezielle Eingangsbereiche mit Signalfarbe markiert.
- Seit 2025 steht mit ROCKHARZ Kompass die weltweit erste kostenfreie Turn-by-Turn-Navigations-App für Blinde und sehbehinderte Menschen zum autonomen Bewegen zu verschiedenen Standorten auf dem gesamten Festivalgelände zur Verfügung. Die App stellt auch Informationen wie Runningorder, Signing Sessions sowie Speisekarten der Getränke und Foodstände zur Verfügung. Die Appentwicklung wurde von Vertretern des Deutschen Blinden- und Sehbehinderten Verbands begleitet.[45]
- Die Anzahl barrierefreier Dusch- und WC-Container mit Wasserspülung im Inklusionscamp und anderen ausgewiesenen Orten auf dem Festivalgelände wurde in den vergangenen Jahren erhöht.
- Das Infield, der Festival Merchandise Stand und andere Schwerpunkte auf dem Gelände, wie der Bereich für die Autogrammstunden, verfügen über separate, barrierefreie Zugänge.
- Seit 2024 wird das sogenannte Sunflower-Badge, ein Button mit Sonnenblumen-Symbol, als Erkennungszeichen für Menschen mit unsichtbaren Behinderungen wie Autismus-Spektrum-Störungen (ASS) oder Aufmerksamkeitsdefizit-/Hyperaktivitätsstörungen (ADHS), auf Wunsch an Betroffene ausgegeben und Personal im Umgang mit dieser Art von Beeinträchtigungen geschult.
- Im Inklusionscamp finden während des Festivals Treffen zum Erfahrungsaustausch mit Betroffenen und Vertretern der Festivalleitung statt.[2]
- Zum Team des Rockharz gehört ein Barrierescout, welcher auch als Inklusionsverantwortlicher ganzjährig für alle Fragen rund um den Festivalbesuch beeinträchtigter Menschen per E-Mail zur Verfügung steht.[46]

Es ist unter dem Namen Kultur für Alle die Gründung eines Unternehmens geplant, mit welchem die Inklusionsbemühungen vorangetrieben werden sollen. Dabei soll sowohl Material, Logistik und Know-how auch anderen Kulturschaffenden und Veranstaltern zur Verfügung gestellt werden, um die Teilhabe von Menschen mit Beeinträchtigungen an kulturellen Erlebnissen zu ermöglichen.

### Glück in Dosen
In früheren Jahren wurden die nach Veranstaltungsende in größerem Umfang von Besuchern zurückgelassenen Flaschen bzw. Getränkedosen als Abfall entsorgt. Aus der Idee das Pfandleergut getrennt zu sammeln und den Erlös an soziale Projekte zu spenden und damit auch das Gesamtmüllaufkommen des Festivals zu reduzieren entstand 2013 das Projekt „Glück in Dosen“. Mit dem Rotaract Club Clausthal-Zellerfeld wurde ein Partner gefunden, der mithilfe ehrenamtlicher Helfer in der Festivalwoche auf dem Gelände aktiv ist, das Pfandleergut zum Teil direkt von den Besuchern einsammelt, sortiert und bei Recyclingpartnern einlöst.
Rotaract ist die Jugendorganisation der internationalen Rotary-Bewegung, die unter dem Motto „lernen-helfen-feiern“ ehrenamtliche Arbeit für gemeinnützige Projekte leistet.
Die „Glück in Dosen“ Aktion ist seit 2013 fester Bestandteil des Rockharz.
- im ersten Jahr wurden Pfanderlöse in Höhe von 5400 € erzielt
- 2017 betrugen die Erlöse bereits 24.000 €
- Im Jahr 2022 erreichte man eine Spendensumme von 50.000 €.
- Im 30-jährigen Jubiläumsjahr und gleichzeitig zehnten Jahr der Aktion wurde eine Rekordsumme von 70.000 € erzielt, welche an insgesamt 7 Vereine übergeben wurden.
- Seit Beginn der Kooperation konnten über die erzielten Pfanderlöse mehr als 270.000 Euro an Spenden für regionale soziale Projekte, vor allem in der Kinder- und Jugendarbeit, gesammelt und ausgeschüttet werden.[49][50][51]

Seit 2023 ist „Glück in Dosen e. V.“ ein eingetragener gemeinnütziger Verein, dessen Fokus auf der Unterstützung von Vereinen und Projekten in der Harzregion liegt. Der Vereinszweck ist dabei die „Förderung von Jugend- und Altenhilfe, die Förderung von Kunst und Kultur, sowie die Förderung des bürgerlichen Engagements zugunsten gemeinnütziger, milder und kirchlicher Zwecke“.
Mit den Erlösen aus der Aktion auf dem Rockharz wurden seit 2013 etliche Vereine und Projekte unterstützt wie z. B.: Goslarer Musikscene e. V., Grundschule Lasfelde, Jugendhilfe Bockenem, Woltersdorff-Gymnasium Ballenstedt, Kinder- und Jugendhaus Haltestelle Quedlinburg, Verein Heimat bewegen Ballenstedt, Rückenwind e. V. Osterode, Wünschewagen Sachsen-Anhalt oder die Stadt Ballenstedt selbst.

### Weiteres
Zu weiteren Aktivitäten die mittelbar oder unmittelbar mit sozialem Engagement verbunden sind gehört u. a. die Sammelaktion Rock 'n' Recycle, welche seit 2018 auf dem Festivalgelände durchgeführt wird. Außerdem wurden in der Vergangenheit z. B. das Luchsprojekt Harz des Nationalpark Harz, die Deutsche Stammzellspenderdatei, das diakonische Projekt „Karla kickt mit“ und andere Projekte unterstützt.

## Veröffentlichungen

### Rockharz Festival DVDs
Von 2006 bis 2009 wurden Festival DVDs produziert, welche neben Impressionen, Interviews und Bildergalerien auch Video Clips aus Mitschnitten von Auftritten verschiedener Bands auf dem Rockharz enthielten. Die DVDs wurden zu Promozwecken und als Zugabe in Frühbucher Paketen für den Ticketverkauf des Festivals im Folgejahr verwendet.
- RockHarz Open Air 2006 - Maximum Witchpower (DVD)[59]

Impressionen, Fotogalerien, Live Videoclips: Gorilla Monsoon, V8 Wankers, Dew-Scented, Letzte Instanz, Atrocity, Subway To Sally, Crucified Barbara, Vader, Dimple Minds, Spielzeit (Hauptfilm): 42:45min
- RockHarz Open Air 2007 (DVD)[60]

Impressionen, Fotogalerien, Interviews, Live Videoclips: Dark At Dawn, Lake of Tears, Kneipenterroristen, Hatesphere, Clawfinger, Spielzeit (Hauptfilm): 37:44 min
- RockHarz Open Air 2008 (DVD)[61]

Impressionen, Fotogalerien, Interviews, Live Videoclips: Mambo Kurt, Dimple Minds, V8 Wixxxer, Lacrimas Profundere, Knorkator, Turisas, Crematory, Neaera, Maroon, Sodom, Atrocity, Eisbrecher, Amon Amarth, Spielzeit (Hauptfilm): 1:22:07 min
- RockHarz Open Air 2009 (DVD)

Impressionen, Fotogalerien, Interviews, Live Videoclips: Legenda Aurea, Fiddlers Green, Suidakra, Arch Enemy, Heaven Shall Burn, Erste Allgemeine Verunsicherung, Spielzeit (Hauptfilm): 56:20 min

### Veröffentlichungen von Bands
- King Leoric – RockHarz Open Air 20.06.03, Auftritt 2003, Veröffentlichung 2003 (1 CD)[62]
- Orden Ogan – The Book Of Ogan, Auftritt 2015, Veröffentlichung 2016 (2 DVD + 2 CD)[63]
- Subway to Sally – König der Asche, Auftritt 2022, Veröffentlichung 2023 (1 Promo-CD)[64]

## Sonstiges

### Kriminalität und Unfälle
Das Rockharz kann als recht sicher gelten. So wurden beim Festival 2011 bei der Polizei lediglich zwei Körperverletzungen, zwei Beschädigungen an PKW sowie der Diebstahl eines Notstromaggregats und von zehn Hühnern aus einem benachbarten Garten angezeigt. Ein Jahr später wurde versucht, das auf der Teufelsmauer fest installierte Holzkreuz anzuzünden, was jedoch von der vor Ort patrouillierenden Freiwilligen Feuerwehr Ballenstedt glücklicherweise ohne größere Schäden unterbunden werden konnte.
2013 wurde eine Besucherin schwer verletzt, als zwei Jugendliche fahrlässig mit flüssigem Grillanzünder hantierten. Im gleichen Jahr starb ein kollabierter Besucher des Festivals nach der vor Ort durch Sanitäter erfolgten Reanimation wenig später im Krankenhaus. 2014 verletzte sich ein Besucher beim Hantieren mit einem Gaskocher schwer.
2019 nahmen 1.100 Menschen ärztliche Hilfe in Anspruch, zumeist wegen Problemen im Zusammenhang mit Hitze und Sonneneinstrahlung, 33 Personen wurden in Krankenhäuser eingewiesen. Im Vergleich dazu wurden 2022 wegen kühleren Wetters lediglich 600 Festivalbesucher – zumeist wegen kleinerer Probleme – ärztlich versorgt, 22 Menschen wurden in ein Krankenhaus gebracht.

## Häufig auftretende Bands
Im Laufe der Jahre sind viele Bands häufig wiederkehrende Gäste auf dem Rockharz.
Mit neun Auftritten die Spitzenreiter mit der häufigsten Präsenz sind:
- Knorkator (2003, 2006, 2008, 2012, 2014, 2016, 2018, 2022, 2023)

Mit sieben Auftritten nicht viel seltener traten auf:
- Die Apokalyptischen Reiter (2001, 2004, 2007, 2010, 2015, 2018, 2023)
- J.B.O. (2003, 2009, 2011, 2013, 2016, 2019, 2025)

Mit bisher sechs Auftritten auch sehr häufig traten auf:
- ASP (2007, 2009, 2012, 2016, 2022, 2025)
- Coppelius (2009, 2012, 2015, 2016, 2019, 2024)
- Dark Tranquillity (2009, 2011, 2013, 2017, 2022, 2025)
- Eisbrecher (2008, 2010, 2013, 2015, 2018, 2022)
- Fear of the Dawn (2001, 2002, 2004, 2005, 2006, 2011)
- Feuerschwanz (2008, 2011, 2013, 2017, 2019, 2023)
- Fiddler’s Green (2009, 2011, 2013, 2015, 2017, 2023)
- In Extremo (2007, 2011, 2014, 2017, 2022, 2025)
- Letzte Instanz (2002, 2006, 2011, 2015, 2018, 2023)
- Mono Inc. (2010, 2013, 2017, 2019, 2023, 2025)
- Powerwolf (2011, 2014, 2016, 2018, 2022, 2025)
- Rage (2005, 2007, 2010, 2012, 2017, 2024)
- Saltatio Mortis (2008, 2011, 2014, 2016, 2019, 2023)
- Subway to Sally (2004, 2006, 2010, 2013, 2016, 2022)
- Tankard (2002, 2004, 2009, 2013, 2016, 2022)
- Orden Ogan (2006, 2011, 2013, 2015, 2017, 2024)
- Coppelius (2009, 2012, 2015, 2016, 2019, 2024)

Fünf Bandauftritte können vorweisen:
- Alestorm (2008, 2013, 2015, 2018, 2024)
- Arch Enemy (2009, 2012, 2014, 2017, 2023)
- Drone (2007, 2009, 2012, 2015, 2018)
- Ensiferum (2010, 2013, 2016, 2018, 2022)
- Kissin’ Dynamite (2008, 2014, 2016, 2019, 2024)
- Korpiklaani (2009, 2014, 2017, 2019, 2023)
- Kreator (2007, 2010, 2013, 2018, 2024)
- Overkill (2002, 2005, 2010, 2019, 2025)
- Suidakra (2003, 2007, 2009, 2012, 2015)
- The Atmosfear (1996, 1998, 2003, 2006, 2011)
- Týr (2007, 2008, 2011, 2012, 2025)
- Vader (2006, 2010, 2013, 2019, 2025)
- Van Canto (2007, 2010, 2013, 2019, 2024)

## Headliner
| Datum                   | Veranstaltungsort                                    | Anzahl Bands | Headliner                                                                                                 | Ticketpreis  |
| ----------------------- | ---------------------------------------------------- | ------------ | --- | ------------ |
| 19. Mai 1993            | Osterode am Harz (Stadthalle)                        | ?            | Die Abstürzenden Brieftauben, Dahammwadensalad, Loose Trigger, Ashes, Tobi's Teacher, Swamp Music, Mokole | kostenlos    |
| 25. Juni 1994           | Osterode - Lasfelde (Freizeitgelände)                | ?            | Blue Steel, Shecogo, Slainte, Wasteland                                                                   | kostenlos    |
| 1995                    | Osterode - Lasfelde (Freizeitgelände)                | ?            | | kostenlos    |
| 16. bis 17. August 1996 | Osterode - Dorste (Alter Sportplatz)                 | ?            | Guano Apes                                                                                                | kostenlos    |
| 11. bis 12. Juli 1997   | Osterode - Dorste (Alter Sportplatz)                 | 17           | | Preis unbek. |
| 10. bis 11. Juli 1998   | Osterode - Dorste (Alter Sportplatz)                 | 15           | Dark at Dawn, Ganz Schön Feist                                                                            | 5,00 DM      |
| 9. bis 10. Juli 1999    | Osterode - Dorste (Alter Sportplatz)                 | 12           | Donots, No Sex Until Marriage                                                                             | Preis unbek. |
| 2000                    | Osterode am Harz (Schwimmbadpark)                    | ?            | Eaten by Sheiks                                                                                           | Preis unbek. |
| 15. bis 16. Juni 2001   | Osterode am Harz (Schwimmbadpark)                    | 9            | Skyclad                                                                                                   | 10,00 DM     |
| 21. bis 22. Juni 2002   | Osterode am Harz (Schwimmbadpark)                    | 18           | Merlons Lichter, Mila Mar, Overkill, Tankard                                                              | 13,00 €      |
| 20. bis 21. Juni 2003   | Osterode - Dorste (Alter Sportplatz, Camping Förste) | 22           | Annihilator, Doro, J.B.O., Knorkator                                                                      | 18,50 €      |
| 18. bis 19. Juli 2004   | Osterode - Dorste (Alter Sportplatz, Camping Förste) | 22           | Clawfinger, Subway to Sally, Torfrock, U.D.O.                                                             | 25,30 €      |
| 8. bis 9. Juli 2005     | Osterode - Dorste (Alter Sportplatz, Camping Förste) | 25           | Doro, Fear of the Dawn, Grave Digger, Rage                                                                | 23,00 €      |
| 7. bis 8. Juli 2006     | Osterode - Dorste (Alter Sportplatz, Camping Förste) | 33           | Dimple Minds, Gamma Ray, Paul Di’Anno, Subway to Sally                                                    | 25,00 €      |
| 6. bis 7. Juli 2007     | Osterode - Förste (Camping Dorste)                   | 36           | Clawfinger, Hatesphere, In Extremo, Zed Yago                                                              | 36,00 €      |
| 17. bis 19. Juli 2008   | Osterode - Förste (Camping Dorste)                   | 40           | Eisbrecher, Saltatio Mortis, Saxon, Torfrock, Within Temptation                                           | 46,20 €      |
| 9. bis 11. Juli 2009    | Ballenstedt (Flugplatz Ballenstedt)                  | 38           | ASP, J.B.O., Moonspell, Schandmaul, W.A.S.P.                                                              | 55,00 €      |
| 8. bis 10. Juli 2010    | Ballenstedt (Flugplatz Ballenstedt)                  | 42           | Edguy, Feuerengel, Kreator, Marduk, Overkill, Subway to Sally                                             | 59,50 €      |
| 7. bis 9. Juli 2011     | Ballenstedt (Flugplatz Ballenstedt)                  | 55           | Amorphis, Dampfmaschine, Dark Tranquillity, Frei.Wild, Hammerfall, In Extremo, U.D.O.                     | 64,80 €      |
| 12. bis 14. Juli 2012   | Ballenstedt (Flugplatz Ballenstedt)                  | 51           | Amon Amarth, ASP, Blind Guardian, Bulletmonks, Hatebreed, Knorkator, Sepultura                            | 74,90 €      |
| 11. bis 13. Juli 2013   | Ballenstedt (Flugplatz Ballenstedt)                  | 49           | Accept, Avantasia, Devin Townsend Project, Eisbrecher, Iced Earth, Megaherz, Subway to Sally              | 76,90 €      |
| 10. bis 12. Juli 2014   | Ballenstedt (Flugplatz Ballenstedt)                  | 51           | Children of Bodom, Helloween, In Extremo, Powerwolf, Rhapsody of Fire, Sabaton, Saltatio Mortis           | 85,85 €      |
| 9. bis 11. Juli 2015    | Ballenstedt (Flugplatz Ballenstedt)                  | 53           | Behemoth, Cradle of Filth, Dream Theater, Eisbrecher, Ektomorf, Hammerfall, W.A.S.P.                      | 91,35 €      |
| 7. bis 9. Juli 2016     | Ballenstedt (Flugplatz Ballenstedt)                  | 52           | ASP, Avantasia, J.B.O., Powerwolf, Saltatio Mortis, Saxon, Subway to Sally                                | 91,90 €      |
| 5. bis 8. Juli 2017     | Ballenstedt (Flugplatz Ballenstedt)                  | 55           | In Extremo, Arch Enemy, Iced Earth, Heaven Shall Burn, Blind Guardian                                     | 97,90 €      |
| 4. bis 7. Juli 2018     | Ballenstedt (Flugplatz Ballenstedt)                  | 54           | Eisbrecher, Hammerfall, In Flames, Knorkator, Kreator, Powerwolf, Schandmaul                              | 102,80 €     |
| 3. bis 6. Juli 2019     | Ballenstedt (Flugplatz Ballenstedt)                  | 55           | Amon Amarth, Cradle of Filth, Dimmu Borgir, Children of Bodom, Korpiklaani, Saltatio Mortis, U.D.O.       | 109,80 €     |
| 6. bis 9. Juli 2022     | Ballenstedt (Flugplatz Ballenstedt)                  | 56           | Sepultura, In Extremo, Subway to Sally, Powerwolf, ASP, Running Wild, Eisbrecher, Accept                  | 127,80 €     |
| 5. bis 8. Juli 2023     | Ballenstedt (Flugplatz Ballenstedt)                  | 59           | Mono Inc., Blind Guardian, Feuerschwanz, In Flames, Airbourne, Arch Enemy, Saltatio Mortis, Amon Amarth   | 154,80 €     |
| 3. bis 6. Juli 2024     | Ballenstedt (Flugplatz Ballenstedt)                  | 59           | Bruce Dickinson, Dirkschneider, Hammerfall, Kreator, Alestorm, Dimmu Borgir, Hypocrisy, Judas Priest      | 169,80 €     |
| 2. bis 5. Juli 2025     | Ballenstedt (Flugplatz Ballenstedt)                  | 59           | Apocalyptica, Saxon, King Diamond, Heaven Shall Burn, Mono Inc., Powerwolf, ASP, In Extremo               | 189,80 €     |
| 1. bis 4. Juli 2026     | Ballenstedt (Flugplatz Ballenstedt)                  |              | | 194,80 €     |

## Belege
1. ↑  Bianca Müller: Wie 24.000 Metal-Fans den Harz rocken In: Mitteldeutsche Zeitung, 7. Juli 2024, abgerufen am 3. September 2023.
2. 1 2 3  Florian Wassmus: 30 Jahre Rockharz und kein bisschen leise (Memento vom 28. Juni 2023 im Internet Archive) In: Wochenspiegel, 15. Juni 2023, abgerufen am 3. Juli 2023.
3. ↑  Goslarsche.de: 22.000 Besucher und über 50 Bands - Metal-Fans headbangen im Harz In: Goslarsche Zeitung, ohne Datum, abgerufen am 3. September 2024.
4. ↑  Andreas Debski: Rekord: 20.000 Besucher beim Rockharz-Festival in Ballenstedt In: Leipziger Volkszeitung, 7. Juli 2019, abgerufen am 15. Juli 2019.
5. ↑  Cosima Sophia Hofmann: „Rockharz-Festival“ Flugplatz wird zur Metal-Bühne In: Mitteldeutsche Zeitung, 5. Juli 2018, abgerufen am 8. Juli 2018.
6. ↑  Fabian Wölfling: 15.000 bei „Rockharz“ in Ballenstedt Ein Familienfest in Schwarz In: Mitteldeutsche Zeitung, 8. Juli 2017, abgerufen am 13. Juni 2018.
7. ↑  André Ziegenmeyer: 13.000 Metal-Fans erobern Flugplatz. In: Volksstimme, 13. Juli 2016, abgerufen am 13. Juli 2016.
8. ↑  Hardrock-Musik in Ballenstedt „Rockharz“-Festival verläuft friedlich. In: Mitteldeutsche Zeitung, 12. Juli 2015, abgerufen am 17. Juli 2016.
9. 1 2  Brandunglück überschattet Auftakt von Rockharz. In: Volksstimme, 11. Juli 2014, abgerufen am 17. Juni 2016.
10. ↑  12 000 Besucher beim fünften Rockharz Open Air. (Memento vom 10. Juni 2016 im Internet Archive) In: Volksstimme, 14. Juli 2013, abgerufen am 17. Juni 2016.
11. ↑  Andreas Debski: Rockharz-Festival: Ankunft in der deutschen Open-Air-Profiliga – Zuschauerrekord. (Memento vom 10. Juni 2016 im Internet Archive) In: Leipziger Volkszeitung, 14. Juli 2012, abgerufen am 17. Juni 2016.
12. ↑  Sarah Fleischer, Katharina Beck, Florian Dammasch: Rockharz Open Air – Der große Festivalbericht 2011 In: Metal.de, 21. Juli 2011, abgerufen am 17. Juni 2016
13. ↑  Festival ABC. Website des Rockharz. Festival-ABC, ohne Datum, abgerufen am 17. Juni 2016.
14. 1 2  Über uns. In: Website des Rock und Kultur am Harz e.V, abgerufen am 3. September 2024
15. 1 2  History. (Memento vom 6. Oktober 2011 im Internet Archive) In: Website des Rockharz. History, ohne Datum, abgerufen am 17. Juni 2016.
16. ↑  Andrea Göbel: Rock Harz 2002 (Memento vom 7. August 2016 im Internet Archive) Rock Harz 2002 In: Germanrock.de, ohne Datum, abgerufen am 19. Juni 2016.
17. ↑  Chris Fischer: Interview mit Thorsten "BUDDY" Kohlrausch. In: Amboss-mag.de, Anfang 2008, abgerufen am 19. Juni 2016.
18. ↑  Lars Knackstedt: Konzert: Rock Harz Open Air 2006 – Freitag. (Memento vom 19. Juni 2016 im Internet Archive) In: Metalinside.de, ohne Datum, abgerufen am 19. Juni 2016.
19. ↑  Rocco: Interview Thorsten Kohlrausch über das Rock-Harz-Festival. In: Metal.tm, 27. Mai 2008, abgerufen am 19. Juni 2016.
20. ↑  Stefan Junge: Konzertbericht: Rock Harz Festival. (Memento vom 25. Juni 2016 im Internet Archive) In: Hardharderheavy.de, 7. Juli 2006, abgerufen am 19. Juni 2016.
21. ↑  Chris Fischer: Rockharz Open Air, 07.+08.07.2006, Osterode-Dorste. In: Amboss-mag.de, ohne Datum, abgerufen am 19. Juni 2016.
22. ↑  Chris Fischer: Rock Harz Open Air, 05.-07.07.2007, Osterode-Förste. In: Amboss-mag.de, ohne Datum, abgerufen am 20. Juni 2016.
23. ↑  Chris Fischer: Interview mit Lars Knackstedt und Thorsten "Buddy" Kohlrausch. In: Amboss-mag.de, ohne Datum, abgerufen am 20. Juni 2016.
24. ↑  Walter: Dark At Dawn. Der Geburtstag ihres besten Freundes – Interview mit Thorsten „Buddy“ Kohlrausch. In: Metal.de, 29. Dezember 2012, abgerufen am 19. Juni 2016.
25. ↑  Konzert: Rock Harz Open Air 2007 – Samstag. In: Metalinside.de, 7. Juli 2007, abgerufen am 20. Juni 2016.
26. 1 2  Juliane John: Rock Harz 2009 – TAG 3. In: Terrorverlag.com, ohne Datum, abgerufen am 20. Juni 2016.
27. ↑  Katharina Beck: Rockharz Open Air Der große Bericht – Das Rockharz Festival 2010. In: Metal.de, 31. Juli 2010, abgerufen am 20. Juni 2016.
28. ↑  Rockharz erstmals ausverkauft In: Festivalhopper, 24. Juni 2014, abgerufen am 20. August 2024.
29. ↑  Jasmin und Nico H.: Bericht: Rockharz 2015 – Wieder ordentlich einen rausgehauen. In: Reaperzine, 20. Juli 2015, abgerufen am 17. Juni 2016.
30. ↑  Eckart Maronde, Jan Wischkowski, André Gabriel, Richard Mertens, Stephan Möller: Rockharz Open Air – Der große Festivalbericht 2015. In: Metal.de, 20. Juli 2015, abgerufen am 17. Juni 2016.
31. ↑  ANREISE 2016 – Unsere bisher feststehenden Maßnahmen zur Stauvermeidung. In: Website des Rockharz, 15. Januar 2016, abgerufen am 17. Juni 2016.
32. ↑  Uta Elste: Rockharz-Festival in Ballenstedt startet mit langen Verkehrsstaus in Volksstimme, 3. Juli 2024, aufgerufen am 3. September 2024.
33. ↑  AFM Records & Rockharz präsentieren die AFM-Label-Night. In: Website des Rockharz, 14. Februar 2014, abgerufen am 17. Juni 2016.
34. ↑  VERUGA GmbH Impressum. In: irock-netzwerk.de, ohne Datum, abgerufen am 20. Juni 2016.
35. ↑  Harzer Tourismusverband, Podcast Folge #66 bei 9:40min: Interview mit Kai Wilhelm | Rockharz Festival | Teil 1 in harzinfo.de, 3. Juni 2024, aufgerufen am 3. September 2024.
36. ↑  Andreas Debski: 12.000 Besucher beim Rockharz-Festival: Große Vielfalt, neuer Zuschauerrekord. (Memento vom 20. Juni 2016 im Internet Archive) In Leipziger Volkszeitung, 12. Juli 2013, abgerufen am 20. Juni 2016.
37. ↑  Niklas Eppert: Rock Harz-Festival: Der Mega-Stau ist schon ein Ritual in Braunschweiger Zeitung, 2. Juli 2024, aufgerufen am 3. September 2024.
38. 1 2  Rockharz Open Air: Kuriose Rettungseinsätze und was das Wetter damit zu tun hat In: Mitteldeutsche Zeitung, 30. Juni 2023, abgerufen am 18. Juli 2023.
39. ↑  Jens Hecker: Recycling Fabrik wieder auf dem ROCKHARZ Festival. in Urcult, 24. Mai 2024, aufgerufen am 3. September 2024
40. ↑  Volkssolidarität: Rock´N`Recycle Team unterstützt Speisekammer in Volkssolidaritaet Sachsen-Anhalt, ohne Datum, aufgerufen am 3. September 2024
41. ↑  Time For Metal: Rockharz 2024: Infos zum Rock ’n‘ Recycle-Schülerprojekt. in Time For Metal, 14. Juli 2024, aufgerufen am 3. September 2024
42. ↑  About Drinks: AB InBev vereinbart mit ROCKHARZ mehr Nachhaltigkeit für das Metal Festival im Harz in About Drinks, 26. Juni 2024, aufgerufen am 3. September 2024.
43. ↑  Sandra Reulecke: So wollen Rockharz-Organisatoren und Hasseröder Brauerei für mehr Nachhaltigkeit sorgen in Volksstimme, 25. Juni 2024, aufgerufen am 3. September 2024.
44. 1 2  Rockharz 2024: haben das Inklusionscamp erweitert, arbeiten an weiteren neuen Konzepten. In: Time For Metal, 11. Juli 2024, abgerufen am 3. September 2024
45. ↑  Deutscher Blinden und Sehbehinderten Verband: Blind auf dem Rockharz Festival: Wie geht Inklusion zwischen Dixi-Klo und Moshpit in Podcast des DBSV, 17. Juli 2024, aufgerufen am 3. September 2024.
46. ↑  Rockharz in: We Are Rockharz 14. Februar 2023, aufgerufen am 3. September 2024
47. ↑  Kultur für Alle @ Gofundme. In: Gofundme, 23. Juni 2024, abgerufen am 3. September 2024.
48. ↑  Glück in Dosen @ Rockharz. In: Website des Rotaract-Clubs Clausthal-Zellerfeld, ohne Datum, abgerufen am 17. Juni 2016.
49. ↑  Rockharz Spendenaktion "Glück in Dosen": 50.000 Euro überreicht. 15. November 2022, abgerufen am 29. November 2022 (deutsch).
50. ↑  Rockharz-Besucher sind die geilsten und spenden 60.000 mal „Glück In Dosen“! Vielen Dank an Euch!!! In: Website des Rockharz, 11. November 2015, abgerufen am 17. Juni 2016.
51. ↑  Alexandra Michels: Rockharz Festival: Rockfans spenden Dosenpfand im Wert von 50.000 Euro. In: Rock Hard. 14. November 2022, abgerufen am 15. November 2022.
52. 1 2  Glück in Dosen e. V.: Vereinsseite in Rotaract Clausthal-Zellerfeld, ohne Datum, aufgerufen am 3. September 2024
53. ↑  Spendenziele 2019: 34.600 Euro für regionale Jugendarbeit gespendet. in Eseltreiber, 19. November 2019, aufgerufen am 3. September 2024
54. ↑  Spendenziele 2022: Rock-Fans spenden Dosenpfand im Wert von unfassbaren 50.000 Euro auf dem Rockharz Festival. in Metal Hammer, 15. November 2022, aufgerufen am 3. September 2024
55. ↑  Spendenziele 2023: Beeindruckender Rekorderlös der Sammel- und Spendenaktion "Glück in Dosen". in Eseltreiber, 10. November 2023, aufgerufen am 3. September 2024
56. ↑  DER LUCHS Genuss Manufaktur und das ROCKHARZ Festival spenden 2.500 Euro für Harzer Luchsprojekt in luchsprojekt-harz.de, 20. November 2023, aufgerufen am 3. September 2024
57. ↑  Jens Hecker: Deutsche Stammzellspenderdatei auf dem ROCKHARZ Festival 2024 in Urcult.de, 14. Mai 2024, aufgerufen am 3. September 2024
58. ↑  Kirchenkreis Harzer Land: Diakonisches Projekt „Karla kickt mit“ bekam spontane Unterstützung 18. August 2024, aufgerufen am 3. September 2024
59. ↑  Festival DVD 2006 In: Vampster, 4. Juni 2007, abgerufen am 3. September 2024.
60. ↑  Festival DVD 2007 In: Crew-United, ohne Datum, abgerufen am 3. September 2024.
61. ↑  Festival DVD 2008 In: Crew-United, ohne Datum, abgerufen am 3. September 2024.
62. ↑  King Leoric – RockHarz Open Air 20.06.03 (2003) bei Discogs
63. ↑  Orden Ogan – The Book Of Ogan (2016) bei Discogs
64. ↑  Subway to Sally – König der Asche (2023) bei Discogs
65. ↑  Polizeirevier Harz – Pressemitteilung Nr.: 166/11. (Memento vom 16. August 2011 im Internet Archive) In: Sachsen-anhalt.de, 11. Juli 2011, abgerufen am 21. Juni 2016.
66. ↑  Unklarer Feuerschein. In: Feuerwehr-ballenstedt.de, 15. Juli 2012, abgerufen am 21. Juni 2016.
67. ↑  Festival Rockharz 17-Jährige durch Grillanzünder schwer verletzt. In: Mitteldeutsche Zeitung, 14. Juli 2013, abgerufen am 20. Juni 2016.
68. ↑  Rock-Harz-Besucher stirbt in Klinik. IN: Volksstimme, 19. Juli 2013, abgerufen am 10. Juli 2023.
69. ↑  Rockharz Open Air News! In: Metal.de, ohne Datum, abgerufen am 1. Juli 2016.

Koordinaten: 51° 44′ 36,1″ N, 11° 13′ 54,1″ O